# Harald Fredrikson
Erik Harald Fredrikson, född 17 oktober 1902 i Åker, Södermanlands län, död 10 januari 1973 i Oscars församling, Stockholm
, var en svensk målare.
Han var son till verkmästaren Gustaf Fredrikson och Emilia Söderblom och från 1937 gift med Kerstin Smedberg. Fredrikson arbetade först som dekorationsmålare innan han studerade vid Tekniska skolan i Stockholm 1927-1930. Som Svenska slöjdföreningens stipendiat företog han studieresor till Österrike och Tyskland 1931-1932 och senare på egen hand till Danmark, Frankrike och Spanien. Han debuterade med en separatutställning i Eskilstuna 1937 och hade därefter ett flertal separatutställningar på Galerie Moderne i Stockholm. Han deltog även i samlingsutställningar med Sveriges allmänna konstförening och i samlingsutställningar runt om i Mälardalen. Fredrikson är representerad vid Eskilstuna konstmuseum och  Moderna museet.